# Ulrich Groenke
Ulrich Groenke (* 9. Juni 1924 in Pszczółki (Hohenstein); † 9. Dezember 2013 in Köln) war ein deutscher Skandinavist, Finnougrist und Hochschullehrer.

## Leben und Wirken
Nach der Wehrdienstzeit im Zweiten Weltkrieg und seiner Reifeprüfung 1946 in Seesen studierte Ulrich Groenke von 1946 bis 1950 Nordische, Slawische und Finnougrische Philologie an der Universität Göttingen. Von 1951 bis 1954 hielt er sich zum Studium vor allem der isländischen Sprache in Reykjavík an der Universität von Island (Háskóli Íslands) auf. 1954 promovierte er an der Universität Göttingen bei Wolfgang Krause mit einer Dissertation zu einem Thema aus der isländischen Wortkunde. Von 1956 bis 1959 arbeitete er als Lehrkraft an der University of Maryland, European Division (Heidelberg) auf. Von 1959 bis 1967 war er an der Ohio State University (German Department) als Assistenzprofessor, ab 1963 als außerordentlicher Professor tätig. Im Jahre 1967 übernahm er eine ordentliche Professur für Nordische Philologie (einschl. Fennistik) an der Universität Köln. 1989 wurde er emeritiert.
Studienreisen führten Groenke nicht nur nach Island, sondern auch nach Norwegen (1949) und Finnland (1950). Bereits als Achtzehnjähriger hatte er 1942 eine Übersetzerprüfung für die norwegische Sprache gemacht. Er gehörte verschiedenen Fachgesellschaften an und war seit 1971 Mitherausgeber der Zeitschrift "Skandinavistik". Außerdem war er langjähriges Mitglied der Deutsch-Isländischen Gesellschaft e.V. (Köln) und Autor in deren Zeitschrift "Island".
Folgende Ehrungen wurden Ulrich Groenke zuteil: Orden des Löwen von Finnland (Komturkreuz, 1980) und Isländischer Falkenorden (Großkreuz, 1989).

## Veröffentlichungen (Auswahl)
- On standard, substandard, and slang in Icelandic. In: Scandinavian studies, Bd. 38 (1966), H. 3, S. 217–230.

- Grundzüge der Struktur des Finnischen (= Schriften aus dem Finnland-Institut in Köln, Bd. 9). Ropp, Hamburg-Volksdorf 1972 (2. Aufl. Buske, Hamburg 1983, ISBN 3-87118-577-9.
- (Mitautor): Klaus D. Francke / Island. DuMont, Köln 1985, ISBN 3-7701-1685-2.
- (mit Hans Fromm): Zwischen Parodie und Mythos. Kalevalische Betrachtungen (= Schriften aus dem Finnland-Institut in Köln, Bd. 11). Ropp, Hamburg 1974.
- Diachrone Perdurabilität, Sprachpflege und Sprachplanung. Der Fall Isländisch. In: István Fodor (Hrsg.): Language reform. History and future. Bd. 2. Buske, Hamburg 1983, S. 137–155, ISBN 3-87118-572-8.
- Didaktische Nutzanwendung diachroner Daten in der Kontrastierung Deutsch-Nordisch. In: 6. Arbeitstagung der Skandinavisten des Deutschen Sprachgebiets. Lang, Frankfurt/M. 1984, S. 405–424, ISBN 3-8204-5660-0.
- (Hrsg.): 7. Arbeitstagung der Skandinavisten des Deutschen Sprachgebiets (= Arbeiten zur Skandinavistik, Bd. 7). Lang, Frankfurt/M.  1987, ISBN 3-8204-0901-7.
- Die Sprachenlandschaft Skandinaviens (= Germanistische Lehrbuchsammlung, Abt. 1, Bd. 25). Weidler, Berlin 1998, ISBN 3-89693-325-6.

Außerdem weitere Aufsätze in Fachzeitschriften und Sammelbänden.
Festschrift
- Knut Brynhildsvoll (Hrsg.): ÜberBrücken. Festschrift für Ulrich Groenke zum 65. Geburtstag. Buske, Hamburg 1989, ISBN 3-87118-884-0 (mit Vita u. Bibliographie Ulrich Groenke S. 497ff).